# Кислотный дождь (мультфильм)
«Кислотный дождь» — короткометражный мультфильм Томека Попакула.
Фильм рассказывает об устрашающем и забавном путешествии пары молодых бродяг по рейв-сцене Польши 1990-х.

## Роли озвучивали
- Пётр Булка
- Дарья Булка

## Награды и номинации
- Гран-при на фестивале анимационных фильмов в Загребе 2019 года[1]
- Номинация на премию «Энни» 2019 года[2]